# Scytia Europejska
Scytia Europejska (Stara) – pojęcie historyczne ukute przez Herodota z Halikarnasu. 
Obejmowała tereny między Dunajem a Donem. Jej granicą na południu był dolny bieg Dunaju i Siedmiogród, na wschodzie – Don i Morze Azowskie, północy – Wołyń, Podole, obszar między Mohylewem, Czernichowem, Orłem i Kurskiem, i dalsze tereny na północy.            